# Venirauto
Venirauto Industrias C.A. es una empresa venezolana de fabricación de automóviles, inaugurada en noviembre de 2006 y constituida con capital binacional aportado conjuntamente por Venezuela e Irán. La planta principal de producción está ubicada en la Zona Industrial "San Vicente" en Maracay, en el Estado Aragua.
El proyecto inicial contemplaba la distribución de esta marca de vehículos populares a través de la red de concesionarios Peugeot existente en Venezuela, pero los poderosos intereses dominantes dentro de la estructura gubernamental impidieron la aplicación de dicha estrategia de comercialización, canalizando la misma, de manera exclusiva, a través del Instituto de Previsión Social de las Fuerzas Armadas Venezolanas (IPSFA), en virtud de lo cual esta marca de vehículos de bajo costo, subsidiada directamente por el Estado venezolano, nunca pudo ser adquirida por la sociedad civil venezolana, sino únicamente por los integrantes privilegiados de la institución castrense, así como por funcionarios de diversas entidades gubernamentales de comprobado afecto por el régimen de gobierno vigente y diversas personalidades del clientelismo político nacional. Este sistema de comercialización se mantuvo intacto hasta el año 2011 en que el gobierno iraní suspendió la línea de crédito al gobierno venezolano por presentar fuertes retrasos en sus pagos a los convenios binacionales, dejando de suministrar material CKD a Venirauto, empresa que siguió operando durante unos 2 años, importando de Irán un promedio de 700 vehículos pre-ensamblados por año, hasta que finalmente en el año 2013 paralizó de manera definitiva su producción y comercialización dentro del país suramericano.

## Historia
Concebida para promover la independencia tecnológica de esa nación suramericana, Venirauto estuvo marcada desde sus inicios con un fuerte tinte político debido principalmente a que su establecimiento representaba un hito más en la política antiimperialista al promover un esquema de transferencia tecnológica sin participación de ninguna de las naciones pertenecientes al bloque de países industralizados, y es producto de uno de tantos acuerdos bilaterales firmados por los presidentes Hugo Chávez y Muhammad Jatami, posteriormente ampliados por el gobierno de Mahmud Ahmadineyad.
Aunque el programa recibió aceptación por buena parte de la población simpatizante con el oficialismo, recibió severas críticas de la oposición, centradas sobre todo en el polémico estrechamiento de vínculos comerciales y tecnológicos con Irán y su potencial repercusión en las relaciones internacionales de Venezuela. Otros comentarios alegaban una supuesta insuficiente experiencia técnica del país para poder ensamblar vehículos o gerenciar empresas de tal complejidad, toda vez que los proyectos de transferencia tecnológica acordados por el gobierno del presidente Chávez abarcan otras diversas áreas, como el teléfono celular de fabricación venezolana con tecnología china (llamado coloquialmente Vergatario), entre otros.
Tanto la empresa como sus productos han sido objeto de fuertes y reiteradas críticas por parte del sector que representa la oposición al gobierno de Hugo Chávez; dichos señalamientos van desde detalles técnicos propios del vehículo hasta los detalles de comercialización del mismo. Esto, aunado a retrasos en el cronograma de producción previsto inicialmente, han incidido de manera decisiva en el escaso éxito de mercado: entre los años 2007 y 2010 la marca estuvo totalmente ausente de la opinión pública venezolana, llegando incluso a circular rumores sobre la total desaparición del proyecto. A mediados de 2010 es el propio presidente Hugo Chávez Frías quien se encarga de relanzar el proyecto, anunciando combatir con los sobreprecios en el mercado automovilístico. Paradójicamente, debido a la alta inflación registrada ese año en Venezuela, los vehículos Venirauto aumentaron considerablemente su precio de venta al público.
Los datos de la automotriz venezolana-iraní, contenidos en la memoria y cuenta del Ministerio Ciencia, Tecnología e Industrias Intermedias, descubren una pérdida de Bs 33.447.428 durante 2010. "El ejercicio económico financiero terminado al 31 de diciembre de 2010 refleja una pérdida que asciende a la cantidad de Bs 33.447.428", dice el texto. A todas luces resulta incomprensible que la empresa Venirauto haya presentado pérdidas en sus operaciones durante los últimos años, cuando el gobierno venezolano aprobó recursos subsidiados para la adquisición de materias primas (material CKD) a la empresa Venirauto, a razón de bolívares 6,30 por US$ (tasa cambiaria preferencial), siendo los vehículos ya terminados de esta marca comercializados en el mercado venezolano a un precio apenas un 10% o 15% por debajo del de sus competidores americanos, europeos o japoneses, quienes recibían las divisas del BCV para la obtención de material CKD a razón de bolívares 50 por US$, con el agravante que tenían que mantener un margen de ganancia razonable para la red de concesionarios autorizados de sus respectivas marcas, mientras que los vehículos de la marca Venirauto eran distribuidos directamente por el Ministerio de Defensa, supuestamente sin margen de comercialización 
Si el balance económico de la automotriz fue desfavorable, las cifras de producción tampoco son alentadoras. El año pasado Venirauto ensambló 2.108 unidades y concluyó 1.214, que permanecían en patio desde "años anteriores". Ese total supone 10% "más de la meta planteada" para 2010. Sin embargo, las proyecciones que el Ejecutivo y los directivos de la compañía dieron a la prensa eran más altas. Esa cantidad está por debajo de las dos metas de producción anunciadas por las autoridades para el año pasado. En noviembre de 2009 el exministro Jesse Chacón, prometió ensamblar 16.000 carros para 2010. A mediados del año 2009 Manuel Mora, antiguo presidente de Venirauto, bajó la meta a 5.400, cifra que finalmente resultó en 1700 vehículos ensablados durante dicho año, y de un promedio de 700 vehículos importados pre-ensamblados por año durante los años 2011 y 2012 (ya que la planta venezolana no siguió ensamblando vehículos in situ) quedando a partir de ese momento suspendida la producción dentro de este complejo industrial. 
Durante el año 2009, la alcaldía del municipio Simón Bolívar del estado Miranda adquirió un parque industrial en la población de San Francisco de Yare, el cual transfirió en comodato a la empresa Venirauto, para la construcción en el sitio de una enorme planta destinada a la fabricación de auto-partes para esta marca de vehículos. Tras más de 3 años de lenta y sobrevaluada construcción de dicha infraestructura industrial, con recursos de la citada alcaldía, así como propios de la empresa Venirauto (procedentes del convenio Irán-Venezuela), en el año 2012 fueron finalmente terminadas de construir dichas instalaciones; pero al suspenderse de manera indefinida la línea de la ensambladora principal, ubicada en la ciudad de Maracay, no teniendo ningún sentido ni viabilidad económica la fabricación de auto-partes destinadas a una marca que ya no tenía presencia en Venezuela, ésta instalación industrial fue cedida a la empresa estatal Complejo Industrial del Plástico, fundada en el año 2003 por el entonces Presidente de la República Hugo Chávez Frías, pero sin actividad industrial alguna hasta ese momento, quedando también inoperativa (y luciendo abandonada) al menos hasta el año 2016.

## Origen del nombre
Venirauto es la continuación natural de otro proyecto anterior, "Venirán", cuyo objeto es similar: producir tractores y maquinaria agrícola de fabricación venezolana y con tecnología iraní. Sin embargo, la precaria y escasa estrategia publicitaria y comunicacional ha sido de lejos el mayor de los inconvenientes que ha afrontado este proyecto iniciado en 2006 e impulsado por una tendencia creciente en el precio del petróleo y el consiguiente aumento en el flujo de divisas hacia Venezuela, cuya consecuencia inmediata fue un serio problema de desabastecimiento en el mercado automovilístico.

## Comercialización y productos
Venirauto ha lanzado al mercado (hasta comienzos de 2011) dos modelos de vehículos, el Turpial 141 y el Centauro XU7. Sin embargo en sus planes a mediano plazo figura la producción de una tercera línea, aún por dar a conocer. Desde 2012 en adelante se realizó una actualización de los modelos producidos y se lanzó el Turpial LX y el Centauro LX ambos con cambios en apariencia más notables en el modelo Turpial LX que cambió la forma de su maletera y la parte frontal donde tuvo modificación de faros y parrilla. Por su parte el Centauro LX cambió a nivel de apariencia en la parte frontal la parrilla y faros.

### Turpial
El Venirauto Turpial es un vehículo de cinco puertas, tipo hatchback, con una línea idéntica a la del Saipa 141 diseñado por Saipa, a su vez basado en el Ford Festiva o mejor conocido como Mazda 121/KIA Pride. El nombre Turpial rinde homenaje al ave nacional de Venezuela, uno de los símbolos nacionales.

### Centauro
El Venirauto Centauro es un sedán cuatro puertas, basado en el modelo Samand producido por Iran Khodro, que a su vez está construido con la plataforma del Peugeot 405 de primera generación. El nombre Centauro fue escogido para honrar al Ejército Libertador que luchó en la Guerra de Independencia de Venezuela comandado por José Antonio Páez, apodado el Centauro de los Llanos.

### Soren
Venirauto tiene además en sus planes la colocación del modelo conocido en Irán como Samand Soren ELX, cuyo nombre comercial en Venezuela aún no ha sido divulgado, a finales de 2012.